# Puig de Son Reus
El puig de Son Reus o la comuna de Randa és l'esperó sud del Puig de Randa, presenta una altitud de 502 metres i està situat al terme d'Algaida, molt a prop de la fita amb Llucmajor.
Al seu vessant s'han localitzat enterraments pretalaiòtics en coves. Durant tot l'antic règim va ser la comuna de Randa, llogaret situat al seu peu. La desamortització de Mendizábal (1836) permeté a la família Reus comprar el puig i incorporar-lo a la possessió de Son Reus. Malgrat tot es permeté als randins aprofitar les pedres, la llenya i amollar-hi el bestiar.
També podem trobar al puig la cova del tupa-tup que segons una rondalla mallorquina quan hi llancen una pedra rebota dins la muntanya perquè a dins és buida.